# Арютова, Мария Степановна
Мария Степановна Арютова (укр. Марія Степанівна Арютова; 6 ноября 1928 год, село Стайки — 11 апреля 2010 год, Ладыжин, Тростянецкий район, Винницкая область, Украина) — колхозница, звеньевая полеводческого звена колхоза имени Ленина Хорольского района Полтавской области, Украинская ССР. Герой Социалистического Труда (1975).

## Биография
Родилась 6 ноября 1928 года в крестьянской семье в селе Стайки. Трудовую деятельность начала с 15-летнего возраста. Работала в местном колхозе. С 1944—1946 год трудилась на руднике «Ташиковский» и на восстановлении народного хозяйства в Донбассе.
С 1946 года — звеньевая полеводческого звена колхоза имени Ленина Хорольского района. В 1974 году звено Марии Арютовой собрало в среднем по 483 центнеров сахарной свеклы с каждого гектара. В 1975 году была удостоена звания Герой Социалистического Труда «за выдающиеся успехи, достигнутые во Всесоюзном социалистическом соревновании, и проявленную трудовую доблесть в досрочном выполнении заданий девятой пятилетки и принятых обязательств по увеличении производства и продажи государству продуктов земледелия».
В 1984 году вышла на пенсию. Проживала в городе Ладыжин, где скончалась в 2010 году.

## Награды
- Герой Социалистического Труда — указом Президиума Верховного Совета СССР от 10 февраля 1975 года
- Орден Ленина — дважды (1971, 1975)
- Орден Трудового Красного Знамени (1965)